# Gabriela Amgarten
Gabriela Amgarten (* 23. Oktober 1961 in Sarnen) ist eine Schweizer Fernsehmoderatorin und Redaktorin.
Amgarten begann 1990 beim Schweizer Fernsehen als Redaktorin bei Schweiz aktuell und Moderatorin des Sonntagsmagazins. Ab 1992 moderierte sie die Spielshow Risiko und ab 1994 war sie auch Redaktionsleiterin der Sendung, bei der sie bis zum Jahr 2000 blieb. Daneben moderierte sie von 1998 bis 1999 die Sendung Jenseits von Leutschenbach, in der bekannte Mitarbeiter des Schweizer Fernsehens porträtiert wurden. Nach 2000 moderierte sie die Sendungen Nostalgienächte und Who is who. 2001 wurde sie Redaktionsleiterin von Spiele, von 2004 bis 2005 Redaktionsleiterin von Quiz und Spiele. Von Juli 2005 bis Ende 2010 leitete Amgarten die Abteilung Unterhaltung,  mit der sie Sendungen wie Die grössten Schweizer Hits, Giacobbo/Müller, SF bi de Lüt, Landfrauenküche, Über Stock und Stein und andere produzierte.
Seit 2011 betreibt Gabriela Amgarten ein Unternehmen, das Dienstleistungen im Bereich Medientraining, Coaching und Moderation anbietet. Sie ist Dozentin und Trainerin am MAZ – Institut für Journalismus und Kommunikation, bei der PHW Bern und an der PHZ Luzern. Zudem ist sie Vizepräsidentin im Vorstand des Projekts «200 Jahre Gastfreundschaft Zentralschweiz».
Von 2004 bis 2011 absolvierte Amgarten eine Ausbildung zum Management-Coach sowie an der Fachhochschule Nordwestschweiz das CAS Organisationsentwicklung 2/12.